# 艾莫加斯塔
28°33′S 66°49′W / 28.550°S 66.817°W
艾莫加斯塔（西班牙語：Aimogasta），是阿根廷的城鎮，位於該國西部拉里奧哈省，處於韋拉斯科山脈山腳，是阿勞科縣的首府，海拔高度830米，主要經濟活動是農業和旅遊業，2010年人口12,249。